# 敌蝇威
敌蝇威是一种含氮有机化合物，化学式C
10H
16N
4O
3，属于氨基甲酸酯类杀虫剂，被美国环境保护局（EPA）列入极度危险物质列表。